# Антоніно Аста
Антоніо Аста (італ. Antonino Asta, нар. 17 листопада 1970, Алькамо) — італійський футболіст, що грав на позиції правого півзахисника, зокрема, за «Торіно», «Палермо», а також національну збірну Італії. По завершенні ігрової кар'єри — тренер.

## Клубна кар'єра
Народився 17 листопада 1970 року в місті Алькамо. Вихованець футбольних шкіл «Альдіні УНЕС» і «Сегуро Джорджо».
У дорослому футболі дебютував 1988 року виступами за команду «Корбетта» з п'ятого італійського дивізіону, в якій провів три сезони, взявши участь у 63 матчах чемпіонату. Згодом грав на тому ж рівні піраміди футбольних ліг Італії за «Абб'ятеграссо» та «Саронно».
1995 року перейшов до третьолігової «Монци», в якій відразу став стабільним гравцем основного складу, привернувши увагу представників вищих футбольних дивізіонів країни.
Найбільш предметним інтере до гравця був з боку керівництва «Торіно», яке підписало з ним контракт 1997 року. Утім головний тренер команди Грем Сунес не розглядав Асту як гравця основного складу, але вже наступний очільник її тренерського штабу Едоардо Рея, який змінив шотландця за декілька місяців, став надавати перевагу на правому фланзі півзахисту саме Асті. У другому сезоні в Турині гравець був вже стабільно основним і допоміг команді здобути підвищення в класі до Серії A. Тож у першій половині сезону 1999/2000 28-річний на той час футболіст дебютував в іграх елітного італійського дивізіону. 
На початку 2000 року на правах співволодіння перейшов до «Наполі», де провів півроку, допомігши і цій команді підвищитися з другого до першого дивізіону.
Влітку 2000 року «Торіно», який під час відсутності Асти знову опинився у Серії B, повернув гравця до свого складу. В сезоні 2000/01 туринці виграли змагання у другому дивізіоні, знову підвищившись у класі. Таким чином Аста у складі двох команд протягом трьох сезонів поспіль здобував право участі в Серії A. При цьому лише після останнього із цих успіхів йому вдалося провести повноцінний сезон в елітному дивізіоні, взявши участь у 25 іграх сезону 2001/02.
2002 року на запрошення Мауріціо Дзампаріні, нового власника друголігового клубу «Палермо», приєднався до його команди в рамках процесу посилення складу для вирішення завдання виходу до Серії A. Утім провів за сицилійську команду лише 24 гри, адже наприкінці першого ж сезону у її складі отримав важку травму, що вимагала тривалого відновлення. Через півроку після травми «Палермо» повідомив гравця про одностороннє розірвання контракту. Аста опротестував такий крок клубу, що вилилося у тривалу суперечку, проте на футбольне поле гравець вже не повернувся.

## Виступи за збірну
2002 року провів свою єдину офіційну гру у складі національної збірної Італії.
| Дата      | Місто   | Господарі | Результат | Гості | Турнір           | Голи | Примітки |
| --------- | ------- | --------- | --------- | ----- | ---------------- | ---- | -------- |
| 13-2-2002 | Катанія | Італія    | 1 – 0     | США   | товариський матч | -    | 46'      |
| Усього    |         | Матчів    | 1         |       | Голів            | 0    |          |